# Trichophysetis
Trichophysetis là một chi bướm đêm thuộc họ Crambidae.

## Các loài
- Trichophysetis acutangulalis Hampson 1903
- Trichophysetis aurantidiscalis Caradja 1934
- Trichophysetis bipunctalis Caradja 1925
- Trichophysetis cretacea (Butler, 1879)
- Trichophysetis crocoplaga Lower 1903
- Trichophysetis drancesalis (Walker 1858)
- Trichophysetis flavimargo (Warren, 1897)
- Trichophysetis fulvifusalis Lower 1903
- Trichophysetis fumilauta
- Trichophysetis gracilentalis (Swinhoe, 1890)
- Trichophysetis hampsoni South 1901
- Trichophysetis metamelalis Hampson 1899
- Trichophysetis microspila (Meyrick, 1894)
- Trichophysetis neophyla (Meyrick, 1884)
- Trichophysetis nesias (Meyrick, 1886)
- Trichophysetis nigricincta (Hampson 1893)
- Trichophysetis nigridiscalis Warren 1895
- Trichophysetis nigripalpis Warren 1896
- Trichophysetis obnubilalis (Christoph 1881)
- Trichophysetis poliochyta Turner 1911
- Trichophysetis preciosalis Guillermet 1996
- Trichophysetis problematica
- Trichophysetis pygmaealis Warren 1896
- Trichophysetis rufoterminalis (Christoph, 1881)
- Trichophysetis simplalis
- Trichophysetis suffusalis
- Trichophysetis umbrifusalis Hampson 1912
- Trichophysetis venustalis
- Trichophysetis whitei Rebel, 1906